# منطقه نظامی شرقی روسیه
منطقه نظامی شرقی روسیه (انگلیسی: Eastern Military District) از مناطق نظامی روسیه است. این منطقه یکی از پنج منطقه نظامی نیروهای مسلح روسیه است که حوزه قضایی آن در منطقه فدرال خاور دور این کشور قرار دارد. منطقه نظامی شرقی به‌عنوان بخشی از اصلاحات نظامی سال ۲۰۰۸ ایجاد شد و با فرمان ریاست‌جمهوری شماره ۱۱۴۴ که در ۲۰ سپتامبر ۲۰۱۰ امضا شد، تأسیس گردید تا جایگزین منطقه نظامی خاور دور با اضافه شدن بخش ترابایکال منطقه نظامی سیبری شود. این منطقه در ۲۱ اکتبر ۲۰۱۰ تحت فرماندهی دریابد کنستانتین سیدنکو فعالیت خود را آغاز کرد.
منطقه نظامی شرقی با مساحت ۷٬۰۰۰٬۰۰۰ کیلومتر مربع (۲٬۷۰۰٬۰۰۰ مایل مربع) دومین منطقه نظامی بزرگ در روسیه از نظر وسعت جغرافیایی است. این ناحیه شامل ۱۱ واحد فدرال روسیه است: استان آمور، بوریاتیا، اوکروگ خودمختار چوکوتکا، استان خودمختار یهودی، سرزمین کامچاتکا، سرزمین خاباروفسک، استان ماگادان، سرزمین پریمورسکی، جمهوری ساخا، استان ساخالین، سرزمین زابایکالسکی.
فرمانده این منطقه می‌تواند تمام تشکیلات نیروهای مسلح را در قلمرو ناحیه، به استثنای نیروهای موشکی استراتژیک و نیروی هوافضای روسیه، هدایت کند. علاوه بر این، فرماندهی عملیاتی تشکیلات نیروهای گارد ملی، سرویس مرزی، همچنین واحدهای وزارت موقعیت‌های اضطراری و سایر وزارتخانه‌ها و اداراتی که در این منطقه وظایفی را انجام می‌دهند، برعهده اوست.
ستاد مرکزی منطقه نظامی شرقی در شهر خاباروفسک قرار دارد و فرمانده فعلی این منطقه سپهبد آندری ایوانایف است که از نوامبر ۲۰۲۴ این سمت را برعهده دارد.